# Matthias Nilssen
Matthias Nilssen (* 1. Mai 1977) ist ein ehemaliger schwedischer Biathlet.
Matthias Nilssen begann seine internationale Karriere im Rahmen der Biathlon-Juniorenweltmeisterschaften 1997 in Forni Avoltri, bei denen er 22. des Einzels und Achter des Einzels wurde. In der zweiten Hälfte der Saison 1997/98 gab er sein Debüt im Biathlon-Weltcup und wurde in seinem ersten Einzel in Pokljuka 74. Im weiteren Verlauf des Wochenendes erreichte er mit einem 65. Rang in einem Sprint sein bestes Weltcup-Resultat. Obwohl er in der Saison 1998/99 einzig zum Auftakt der Saison in Hochfilzen zu Weltcupeinsätzen kam, wurde Nilsson für die Biathlon-Weltmeisterschaften 1999 in Kontiolahti nominiert, bei denen er zu zwei Einsätzen kam. Im Sprint belegte er Rang 72, mit Rickard Noberius, Fredrik Kuoppa und Tord Wiksten kam er im Staffelrennen auf Platz zehn. Danach startete er zumeist im Europacup und kam nur noch zu zwei Einsätzen im Weltcup. 2000 in Antholz, wo er 69. eines Sprints wurde sowie 2003 zum Ende seiner Karriere in Ruhpolding, als er 85. eines Sprints wurde.

## Weltcup-Statistik
Die Tabelle zeigt alle Platzierungen (je nach Austragungsjahr einschließlich Olympische Spiele und Weltmeisterschaften).
- 1.–3. Platz: Anzahl der Podiumsplatzierungen
- Top 10: Anzahl der Platzierungen unter den ersten zehn (einschließlich Podium)
- Punkteränge: Anzahl der Platzierungen innerhalb der Punkteränge (einschließlich Podium und Top 10)
- Starts: Anzahl gelaufener Rennen in der jeweiligen Disziplin
- Staffel: inklusive Mixed- und Single-Mixed-Staffeln

| Platzierung         | Einzel | Sprint | Verfolgung | Massenstart | Staffel | Gesamt |
| ------------------- | ------ | ------ | ---------- | ----------- | ------- | ------ |
| 1. Platz            |        |        |            |             |         |        |
| 2. Platz            |        |        |            |             |         |        |
| 3. Platz            |        |        |            |             |         |        |
| Top 10              |        |        |            |             | 1       | 1      |
| Punkteränge         |        |        |            |             | 1       | 1      |
| Starts              | 2      | 7      |            |             | 1       | 10     |
| Stand: Karriereende |        |        |            |             |         |        |